# Abraham Gevers (1712-1780)
Abraham Gevers (Rotterdam, 20 augustus 1712 - aldaar 15 oktober 1780) was onder meer lid van de vroedschap en burgemeester van Rotterdam en bewindhebber van de VOC.

## Leven en werk
Gevers, lid van de familie Gevers, werd in 1712 geboren als zoon van Paulus Gevers en Adriana Leuven. Hij was van 1731 tot 1732 schepen van Cool en van 1738 tot 1739 van Schieland. Van 1740 tot 1773 was Gevers lid van de Rotterdamse vroedschap. In 1773 werd hij op eigen verzoek ontslagen. Hij vervulde diverse bestuurlijke functies in en voor de stad Rotterdam. Hij was onder meer weesmeester, gedeputeerde ter dagvaart, kapitein en kolonel der schutterij, boonheer en rekenmeester. In de jaren 1758/1759, 1762/1763, 1766/1766 en 1771/1772 was hij burgemeester van Rotterdam. Van 1768 tot 1771 was hij gecommitteerde bij de Admiraliteit op de Maze en van 1741 tot 1771 bewindhebber van de VOC.
Gevers trouwde op 25 mei 1740 met Kenau Deynoot. Zijn vrouw overleed in 1748. Een deel van hun nakomelingen combineerden beide achternamen tot Gevers Deynoot. Hij hertrouwde op 15 maart 1754 met Catharina Wilhelmina van der Stael. Een zoon uit dit tweede huwelijk was het latere Tweede Kamerlid Piet Gevers, die door koning Willem I in de adelstand werd verheven.
Gevers was een verzamelaar van naturaliën, zeldzaamheden in de natuur. Zijn naturaliënkabinet trok vele bezoekers uit heel Europa. Hij overleed in 1780 op 68-jarige leeftijd op zijn buitengoed Crooswijck.

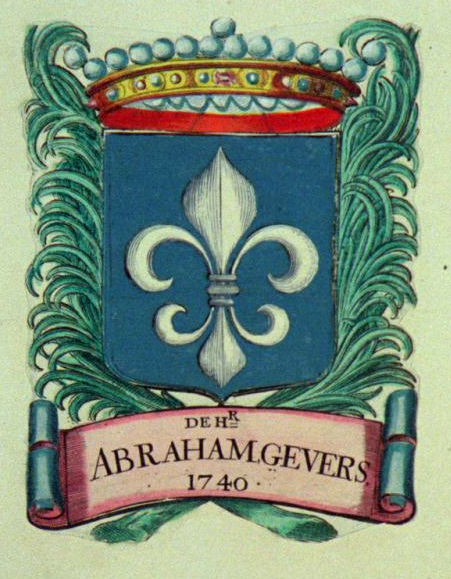
Wapen van Abraham Gevers
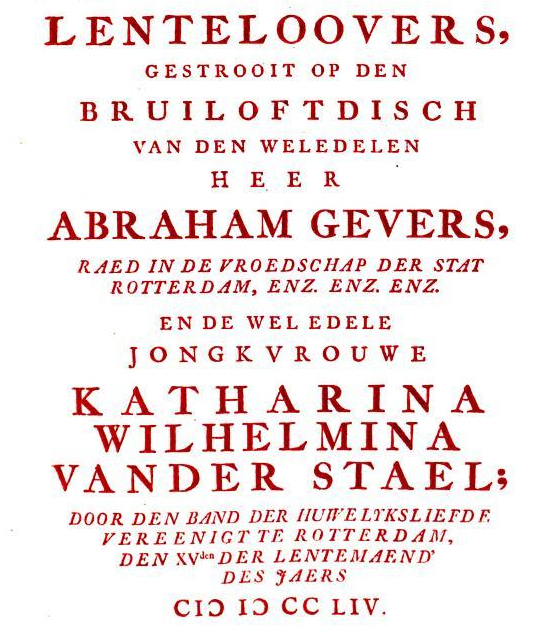
Titelblad Lenteloovers ter gelegenheid van zijn tweede huwelijk

- Biografisch Portaal: 08051011
- Gemeinsame Normdatei: 1157587445
- International Standard Name Identifier: 0000 0003 9796 4289
- Nederlandse Thesaurus van Auteursnamen: 155483935
- Virtual International Authority File: 74224779
- WorldCat: E39PBJdrCqHDQyMCy67YkD9MT3